# Пясъчен часовник (филм)
„Пясъчен часовник“ е български телевизионен игрален филм (драма) от 1999 година на режисьора Георги Дюлгеров. Сценарият е написан от Георги Дюлгеров по разказа на Людмила Петрушевская „Случаят в Соколники“. Оператори са Георги Богданов и Борис Мисирков. Музиката във филма е композирана от Асен Аврамов.

## Актьорски състав
- Владимир Пенев – Сокола
- Мария Сапунджиева – Леда
- Мария Статулова – Майката
- Вълчо Камарашев – Бащата
- Валентин Гошев – Предателят
- Симеон Тачев – изплашеният Кокорков
- Майя Виткова – Нервната
- Светла Цоцоркова – Репортерката
- Валя Добринчева – Секретарката
- Весела Казакова – Възторжената поклоничка на Леда
- Иван Владимиров – Синът
- Венцеслав Василев – Операторът
- Крикор Хугасян – Фотографът с червената барета
- Станимир Гъмов – удавеният

манекенките:
- Надя Цончева
- Стефка Енева
- Цветомира Симова
- Ина Ханджиева
- Валерия Стефанова
- Надежда Миразчийска

моделите:
- Юла и Веси

В епизодите:
- Николай Златанов
- Иван Кирилов
- Ангел Ангелов
- Иван Стойчев
- Георги Андреев
- Филип Филипов
- Васил Каменов – Душа с куче
- Емил Тодоров
- Любомир Младенов
- Надежда Косева